# 11799 Lantz
11799 Lantz eller 1981 DG2 är en asteroid i huvudbältet som upptäcktes den 28 februari 1981 av den amerikanska astronomen Schelte J. Bus vid Siding Spring-observatoriet. Den är uppkallad efter Cateline Lantz.